# Hormathus
Hormathus is een kevergeslacht uit de familie van de boktorren (Cerambycidae). De wetenschappelijke naam van het geslacht werd voor het eerst geldig gepubliceerd in 1890 door Gahan.

## Soorten
Hormathus omvat de volgende soorten:
- Hormathus bicolor (Zayas, 1975)
- Hormathus cinctellus Gahan, 1890
- Hormathus giesberti Lingafelter & Nearns, 2007